# はっぱ隊
はっぱ隊（はっぱたい）は、フジテレビ系列局で放送されていた番組『笑う犬の冒険』内の一連のコントに登場する集団である。

## 概要
メンバーはウッチャンナンチャンの南原清隆をリーダー（隊長）とし、ビビる（大内登・大木淳）・ネプチューン（名倉潤・原田泰造・堀内健）の6人であった。「YATTA!YATTA!（やった!やった!）」という掛け声とともに独特のダンスをする。素っ裸（実際は肌色のパンツを着用）で股間に葉っぱ一枚の格好がトレードマーク。
当初はひとつのコント（初登場は「小松純也のダメ出し」コーナー）だったが、2001年4月18日にシングル「YATTA!（作曲・ダンス☆マン）」でCDデビューまで果たす。同曲はオリコン初登場6位を記録。同年6月6日には完全版ビデオクリップ他収録のビデオもリリース。
郷ひろみが2001年6月24日放送の『笑う犬の冒険』にゲスト出演したときに、はっぱ隊と共にはっぱ一枚で踊った。なお、通常のはっぱ隊のはっぱは緑色であるのに対し、郷のはっぱは黄金色であった。
『第52回NHK紅白歌合戦』の出演を望んでいたが叶わなかった。これに関して番組内で「NHKの気持ちがわかっていない」「衣装が紅白歌合戦のイメージにふさわしくない」「かっこよすぎてもダメ」などと出演できなかった理由を分析していた（NHK側の見解は不明）。
2003年3月13日にアメリカ・ABCの番組『ジミー・キンメル・ライブ!』にゲスト出演した。なお、ビビるは当時既に解散しており、芸能界を引退した大内の代役としてダチョウ倶楽部の上島竜兵が出演した。
2008年の『笑う犬2008秋』では、はっぱ隊がオリジナルメンバーで復活した。芸能界を引退し裏方に徹していた大内も表舞台に復帰した。また大内の出演までの経緯を含んだコントはDVDに収録されている。大内は2010年の『笑う犬2010寿』や『笑う犬2010新たな旅』でも登場した。
2015年7月15日、日本テレビ系の昼の帯番組、『ヒルナンデス!』のゴールデンタイム特番「ヨルナンデス」で、他局ながらはっぱ隊が結成され、オリジナルメンバーの南原に加え、Hey! Say! JUMPの有岡大貴と八乙女光、オリエンタルラジオの藤森慎吾と中田敦彦となり、熱海の温泉旅館内の大浴場で披露された（ダンス前の挨拶パートのみで、YATTA!は参考映像のみだった）。
2019年1月1日放送の『ネタパレ 元旦1 売れっ子だらけのネタSP』で、新たに「はっぱ隊2019 -NEW YEAR-」が結成される。メンバーはオリジナルメンバーの南原、大木に加え、兼近大樹（EXIT）、加賀翔（かが屋）、大津広次（きつね）、今井将人（当時ヒガシ逢ウサカ、現：今井らいぱち）、都築拓紀・後藤拓実（四千頭身）の8人。
2023年11月2日、YATTA!の作曲を担当したダンス☆マンの25周年ライブのゲストとしてはっぱ隊（隊長の南原清隆のみ）がゲストとして出演した。

## 「はっぱ隊」のコント
内村光良演じる男が大学入試失敗・リストラ・事業失敗など、さまざまな状況下で落ち込んでいる。と、そこに「やったー!○○だぞ!」と明るい声が聞こえ、内村が視線を向けると股間を隠す葉っぱ1枚（実際は肌色のパンツをはいているため、股間が見えることはない）の南原が立ってポーズを決めている。すると南原は「やった!やった!」と踊りだす。続いて原田が登場、さらに他のメンバーも出てきて踊りだす。その後、「YATTA!」を歌い（初期はほかの5人が南原を胴上げ）、「ヒュルルルルル…」と言いながら去っていく。そして、最後に、内村が一言つぶやいてコントが終わる。
何の解決もせず激励だけして（「春になればここにも花が咲くさ」と激励して雪山に遭難者を放置したり）去っていくパターンが多く、ありがちな人生応援ソング、激励ソングを揶揄するスタンスだが、歌自体はアッパーで盛り上がる調子のものである。
初期の頃は、内村の願望が結果的にはっぱ隊に横取りされる話だったが、後期になると内村を慰める集団として登場するようになる。

## コントサブタイトル
サブタイトルは毎回変わっているが、英題では必ず「Green leaves」となっている。括弧内の日付はオンエア日。
- 合格発表(2000年1月30日)
- リストラの日(2000年4月9日)
- マイホーム(2000年4月30日)[4]
- 倒産(2000年5月14日)
- 外資系(2000年6月11日)
- 引退(2000年9月3日)
- 新曲(2000年10月8日)
- 不祥事(2000年10月29日)
- 演歌の道(2000年11月19日)
- 契約(2000年12月10日)
- 結婚(2001年1月7日)
- 遭難(2001年1月21日)
- 真実の行方(2001年3月4日)
- 葉っぱが翔んだ日(2001年3月11日)[5]
- 無人島(2001年4月8日)
- レコーディング(2001年4月15日)
- スカウト(2001年4月29日)
- 価格戦争(2001年5月27日)
- 哀しきDJ(2001年6月17日)
- スター(2001年6月24日) ※郷ひろみがゲスト出演。
- 合格通知(2001年7月15日)
- はっぱ隊の休日(1)(2001年9月2日)
- はっぱ隊の休日(2)(2001年9月16日)※上記二つに関してはコントではなく、はっぱ隊メンバーが簡単なゲームに挑戦し、全員成功するまで帰れない内容。当時『冒険』レギュラーだったベッキーが、「サンフラワー」というキャラで出演。失敗するとベッキーから「ネバーギブアップ！」の掛け声と同時に張り手などの罰ゲームを喰らう。
- 事業仕分け(2010年1月6日)
- 全力キャラ坂(2010年10月5日)※南原・大内のみ出演。